# Conus cordigera
Espèce
Statut de conservation UICN

 LC  : Préoccupation mineure
Conus cordigera est une espèce de mollusques gastéropodes marins de la famille des Conidae.
Comme toutes les espèces du genre Conus, ces escargots sont prédateurs et venimeux. Ils sont capables de « piquer » les humains et doivent donc être manipulés avec précaution, voire pas du tout.

## Description
La taille de la coquille varie entre 30 mm et 72 mm.

## Distribution
Cette espèce marine est présente au large des Philippines et de l'est de l'Indonésie.

### Niveau de risque d’extinction de l’espèce
Selon l'analyse de l'UICN réalisée en 2011 pour la définition du niveau de risque d'extinction, cette espèce est présente dans une zone allant de Palawan au sud pour inclure Bornéo, Sulawesi, Java et Timor. Cette espèce est commune dans toute son aire de répartition et il n'y a pas de menaces majeures. C'est un synonyme possible. Elle est classée dans la catégorie préoccupation mineure.

## Taxonomie

### Publication originale
L'espèce Conus cordigera a été décrite pour la première fois en 1866 par le naturaliste, illustrateur et conchyliologiste britannique George Brettingham Sowerby II (1812-1884) dans la publication intitulée « Appendix to monograph of the genus Conus »,.

### Synonymes
- Conus (Eugeniconus) cordigera G. B. Sowerby II, 1866 · appellation alternative
- Conus nobilis cordigera G. B. Sowerby II, 1866 · non accepté
- Eugeniconus cordigera (G. B. Sowerby II, 1866) · non accepté

## Identifiants taxonomiques
Chaque taxon catalogué par les bases de données biologiques et taxonomiques possède un identifiant qui permet d'établir un point de référence. Les identifiants de Conus cordigera dans les principales bases sont les suivants :
CoL : XX88 - GBIF : 6510291 - iNaturalist : 431923 - IRMNG : 11829751 - TAXREF : 155476 - UICN : 192711 - WoRMS : 426465